# Thymus cilicicus
Thymus cilicicus — вид рослин родини глухокропивові (Lamiaceae), ендемік східного Середземномор'я: Туреччини, Сирії, Східних Егейських островів (Греція).

## Опис
Чагарничок, який формує купини. Стебла 3–15 см, підняті, волосаті. Листки довгих пагонів ≈7–10 x 0.8–1.5 мм, сидячі, ланцетно-шилоподібні, з плоскими полями, запушені, війчасті на 1/3; масляні крапки переважно розріджені, жовтуваті. Листки пахвових пучків 3–4 x 0.3–0.5 мм, з чітко звивистими полями, запушені.
Суцвіття головчасте, ≈1.5 x 1 см. Приквітки ≈7.5–10 x 3–4 мм, яйцюваті, ослаблені, запушені, нижня 1/2 частина війчаста; масляні крапки численні, жовтуваті; внизу 4–5 пар сильних бічних жилок. Чашечка 3.5–5 мм, губи практично однакової довжини, довші за трубку. Віночок від бузкового до багрового забарвлення, 5–6.5 мм.

## Поширення
Ендемік східного Середземномор'я: Туреччини, Сирії, Східних Егейських островів (Греція).
Населяє відкриті кам'янисті й гравійні ґрунти на висотах 70–2000 м.